# Cremosano

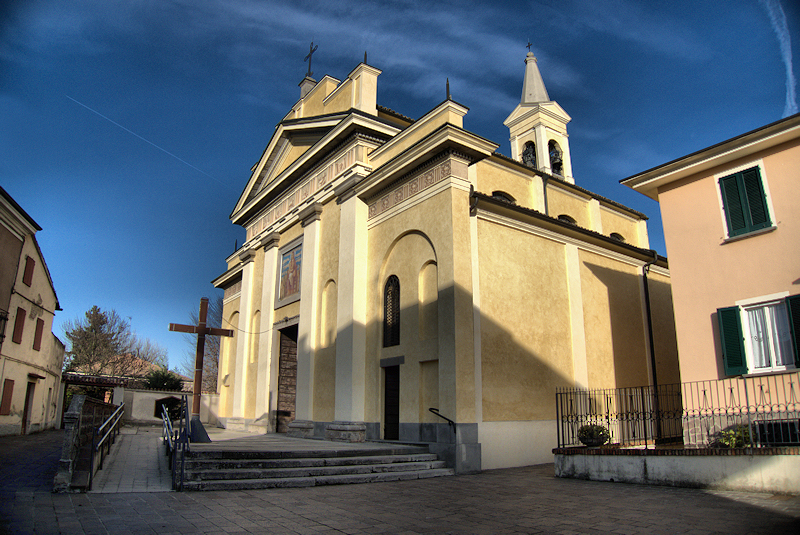
Parrocchialkirche von Cremosano (Maria Magdalena)

Cremosano ist eine norditalienische Gemeinde (comune) mit 1720 Einwohnern (Stand 31. Dezember 2023) in der Provinz Cremona in der Lombardei. Die Gemeinde liegt etwa 41,5 Kilometer nordwestlich von Cremona.